# Slag bij de Rozenknop

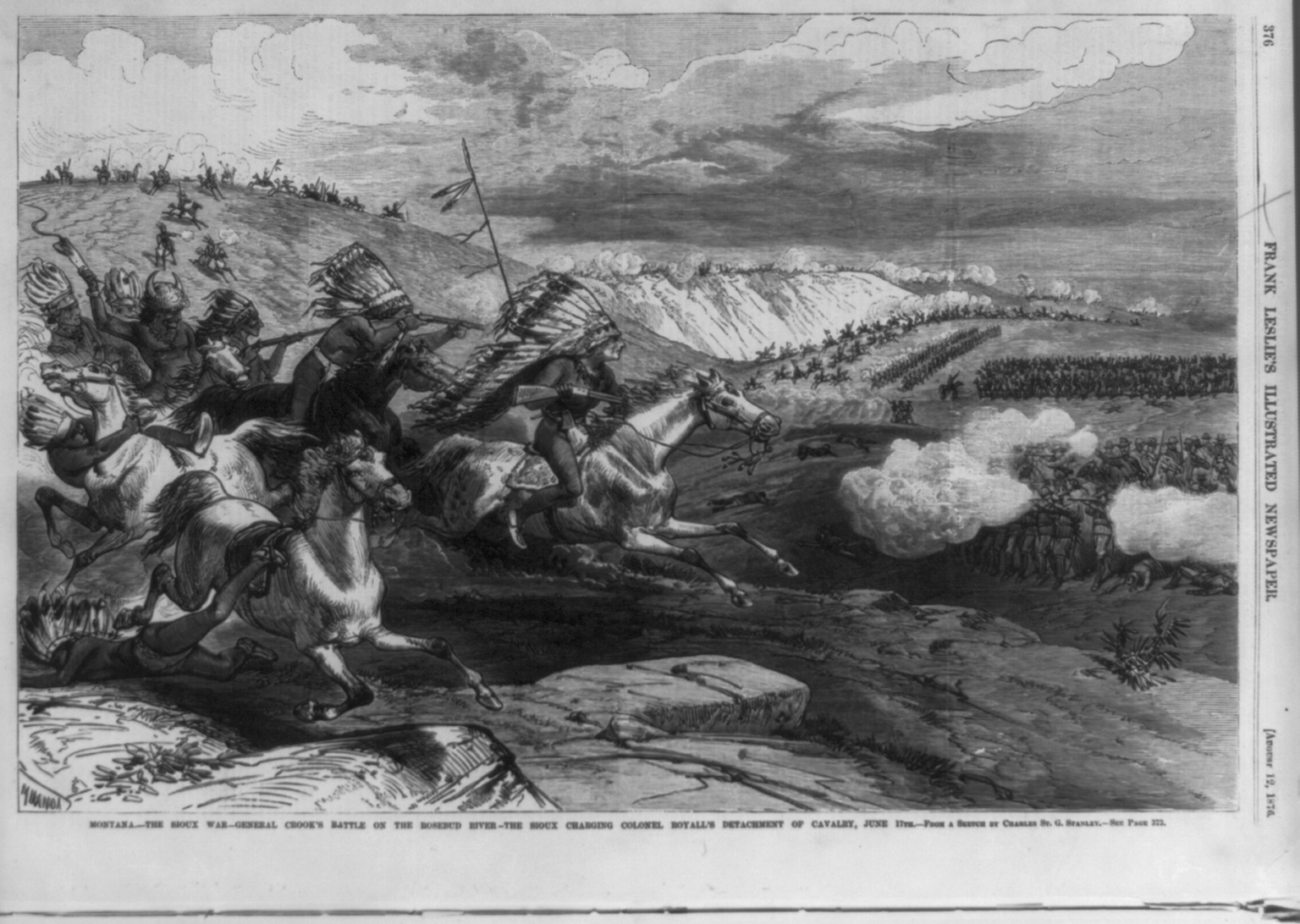
Charge van de Sioux

De Slag bij de Rozenknop (Engels: Battle of the Rosebud) vond plaats op 17 juni 1876 in het Montana Territorium tussen het leger van de Verenigde Staten en zijn bondgenoten Crow (onder Plenty Coups) en Shoshoni (onder Washakie) tegen een troepenmacht die voornamelijk bestond uit Lakota Sioux en Noordelijke Cheyenne tijdens de Grote Siouxoorlog van 1876. Die oorlog kende zijn hoogtepunt tijdens de slag bij de Little Bighorn.
De Cheyenne noemden het de 'Battle Where the Girl Saved Her Brother' ('veldslag waar het meisje haar broer redde') vanwege een incident tijdens het gevecht waarbij Buffalo Calf Road Woman betrokken was. Het offensief van generaal George Crook werd gedwarsboomd door de indianen, geleid door Crazy Horse, en Crook wachtte op versterkingen voordat hij de campagne in augustus hervatte.

## Achtergrond

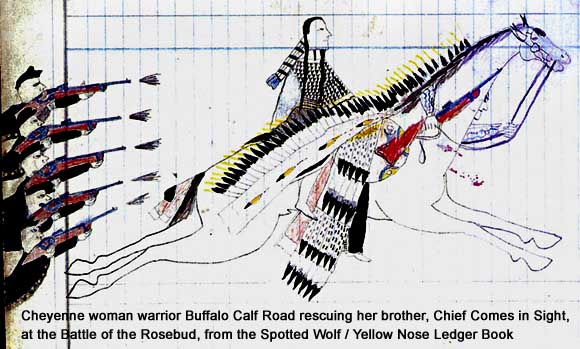
Buffalo Calf Road Woman redt haar broer Chief Comes in Sight onder vijandelijk vuur

Na hun overwinning in Red Cloud's War en met de ondertekening van het Verdrag van Fort Laramie (1868), kregen de Lakota en hun Noordelijke Cheyenne-bondgenoten een reservaat toegewezen dat de Black Hills in Dakotaterritorium omvatte en een groot gebied in wat later Montana en Wyoming zou worden. Beide gebieden waren voor exclusief gebruik van de indianen en niet-indianen (met uitzondering van ambtenaren van de Amerikaanse overheid) mochten het gebied niet betreden. 
In 1874 leidde de ontdekking van goud in de Black Hills ertoe dat de Amerikaanse regering de Black Hills van de indianen probeerde te kopen. De VS beval alle Lakota en Cheyenne stammen om voor 31 januari 1876 naar de agentschappen in het reservaat te komen om over de verkoop te onderhandelen. Een paar stammen hielden zich hier niet aan en toen de deadline van 31 januari was verstreken, dwongen de VS Sitting Bull, Crazy Horse en hun volgelingen naar het reservaat te verhuizen. De eerste militaire expeditie tegen de indianen in maart 1876 was een mislukking en eindigde in de Slag bij Powder River.
In juni 1876 hernieuwde het Amerikaanse leger de strijd met een drievoudige invasie van het land van de Bighorn River en Powder River. Kolonel John Gibbon leidde een troepenmacht vanuit het westen; generaal Alfred Terry (met luitenant-kolonel George Armstrong Custer) kwam vanuit het oosten; en generaal George Crook rukte op naar het noorden vanuit Fort Fetterman, vlak bij het huidige Douglas, Wyoming. Het doel van de samenkomende colonnes was om de indianen te vinden en ze naar het reservaat te dwingen. Crooks troepenmacht, die de Bighorn en Yellowstone Expeditie werd genoemd, bestond uit 993 cavalerie- en infanteristen op muildieren, 197 civiele verpakkers en ploegers, 65 mijnwerkers uit Montana, drie verkenners en vijf journalisten. Crooks zeer gewaardeerde hoofdverkenner was Frank Grouard. Onder de teamsters was Calamity Jane, vermomd als man.

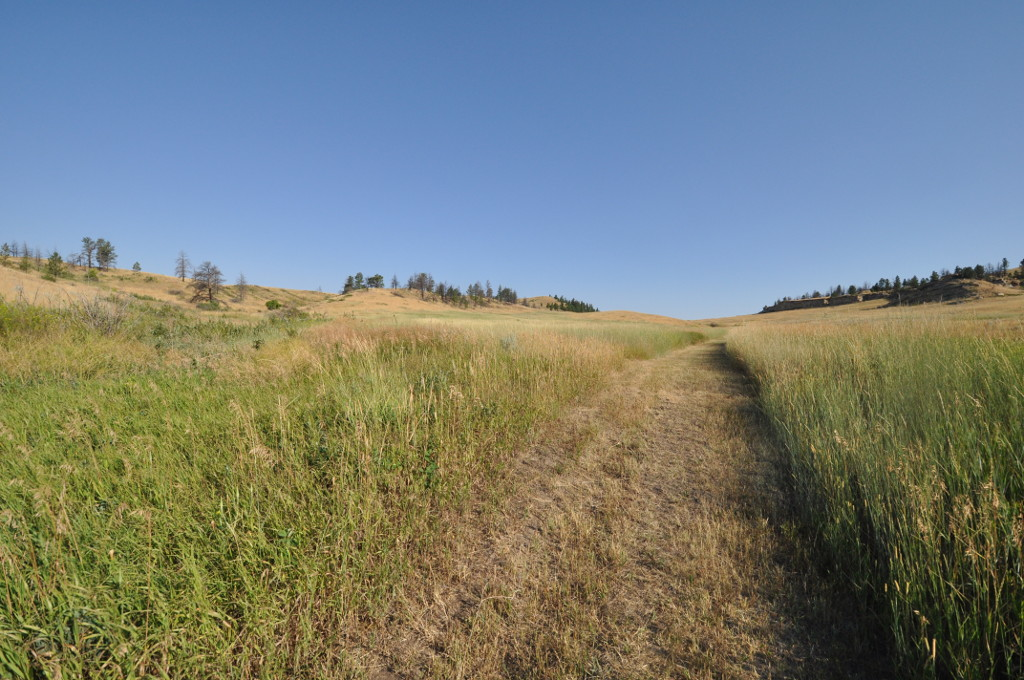
Het slagveld

Crook verliet Fort Fetterman via de verlaten Bozeman Trail langs de plek waar tien jaar eerder tijdens de oorlog van Red Cloud veel gevechten hadden plaatsgevonden. Zijn troepen bereikten de Tongue Rivier nabij het huidige Sheridan, Wyoming op 8 juni. Crazy Horse waarschuwde dat hij zou vechten als “Three Stars” [Crook] de Tongue zou oversteken en op 9 juni lanceerden de indianen een langeafstandsaanval, waarbij ze in het kamp van de soldaat schoten en twee mannen verwondden. 
Crook en zijn mannen wachtten enkele dagen in de buurt van de Tongue op Crow en Shoshoni krijgers om zich bij zijn leger te voegen. 175 Crow en 86 Shoshoni kwamen op 14 juni met Frank Grouard. Ze verwelkomden de kans om een slag te slaan tegen hun oude vijanden, hoewel ze Crook waarschuwden dat de Lakota en Cheyenne zo “talrijk als gras” waren. De Shoshoni en Crow waren goed bewapend. Crook had zijn reputatie opgebouwd als indianenbestrijder “die indianen gebruikte om indianen te vangen” en de Crow en Shoshoni krijgers waren belangrijk voor hem.
Op 16 juni lieten Crook en de soldaten, met de Crow en Shoshoni voorop, zijn legertros achter met de meeste burgers als wacht, trokken noordwaarts voorbij de Tongue naar de bovenloop van Rosebud Creek om de Lakota en Cheyenne te zoeken en aan te vallen. Elke soldaat had vier dagen rantsoen en 100 kogels munitie bij zich. Crooks bedoeling om een rustige mars te maken werd verpest toen de Crow en Shoshoni een kudde buffels tegenkwamen en veel van hen doodschoten. Crook verwachtte dat hij snel een groot indianendorp aan Rosebud Creek zou vinden om aan te vallen, maar het indianendorp lag aan Ash Creek, ten westen van Rosebud Creek. Crook onderschatte ook de vastberadenheid van zijn vijand. Hij verwachtte de gebruikelijke indiaanse tactiek van hit-and-run ontmoetingen en hinderlagen, geen veldslag.
De Indiaanse troepenmacht van bijna 1000 man vertrok op 16 juni midden in de nacht vanuit hun dorp om de soldaten aan de Rozenknop te zoeken. Ze reden de hele nacht door, lieten hun paarden een paar uur rusten en gingen toen verder. Ze maakten contact met de verkenners van Crook rond 8.30 uur op 17 juni.

## Crooks Aanval
Op 17 juni 1876 marcheerde Crooks colonne noordwaarts langs de zuidelijke vork van Rosebud Creek. De vakantiesfeer die heerste sinds de aankomst van de Indiaanse verkenners op 15 juni was plotseling afwezig. De soldaten, vooral de op muildieren rijdende infanterie, waren vermoeid door de 56 km mars van de vorige dag en het reveille om 3.00 uur 's ochtends. Om 8 uur 's ochtends stopte Crook om zijn mannen en dieren te laten rusten. Hoewel hij zich diep in vijandig gebied bevond, nam Crook geen speciale verdedigingsmaatregelen. Zijn troepen stopten in hun marsvolgorde. De Crow en Shoshoni verkenners bleven alert terwijl de soldaten rustten. Soldaten in het kamp begonnen geweervuur te horen vanaf de kliffen in het noorden, waar de Crow en Shoshoni zich bevonden, maar in eerste instantie dachten ze dat het de Crow waren die op buffels schoten. Toen de intensiteit van het vuur toenam, stormden twee Crow de rustplaats van het leger binnen, roepend: “Lakota, Lakota!”. Tegen 8:30 uur waren de Sioux en Cheyenne in een hevige strijd verwikkeld met Crooks Indiaanse bondgenoten op de hoge grond ten noorden van de hoofdmacht. Zwaar in de minderheid vielen de Crow en Shoshoni terug in de richting van het kamp, maar hun acties gaven Crook de tijd om zijn troepen in te zetten.
De strijd die volgde zou zes uur duren en bestond uit losse acties en aanvallen en tegenaanvallen door Crook en Crazy Horse, de twee strijdkrachten verspreid over een vloeiend front van drie mijl breed. De Lakota en Cheyenne werden in verschillende groepen verdeeld, net als de soldaten naarmate de strijd vorderde. De soldaten konden aanvallen van de Indianen afweren en hen dwingen zich terug te trekken, maar konden hen niet vangen en vernietigen.
Crook richtte zijn troepen aanvankelijk op het innemen van de hoge grond ten noorden en zuiden van de Rosebud Creek. Hij beval kapitein Van Vliet met twee eenheden van de 3e Cavalerie om de hoge rotswanden ten zuiden van de Creek te bezetten om te waken tegen een Indiaanse aanval uit die richting. In het noorden vormden de commando's van majoor Chambers met twee compagnieën van de 4e Infanterie en drie compagnieën van de 9e Infanterie en kapitein Noyes met drie eenheden van de 2e Cavalerie een schermutselingslinie van afgestegen cavaleristen en rukten op naar de Lakota. Hun vooruitgang was traag door flankerend vuur van indianen die de hoge grond ten noordoosten bezetten.
De eerste aanvallen van Crook stelden belangrijk terrein veilig maar brachten de indianen weinig schade toe. Aanvallen verspreidden hen, maar ze verlieten het veld niet. Nadat ze zich hadden teruggetrokken, bleven de Lakota en Cheyenne van een afstand vuren en vielen verschillende keren in kleine groepen aan. Toen de soldaten een tegenaanval deden, snelden de krijgers weg op hun snelle paarden. Crook realiseerde zich dat zijn aanvallen ineffectief waren.

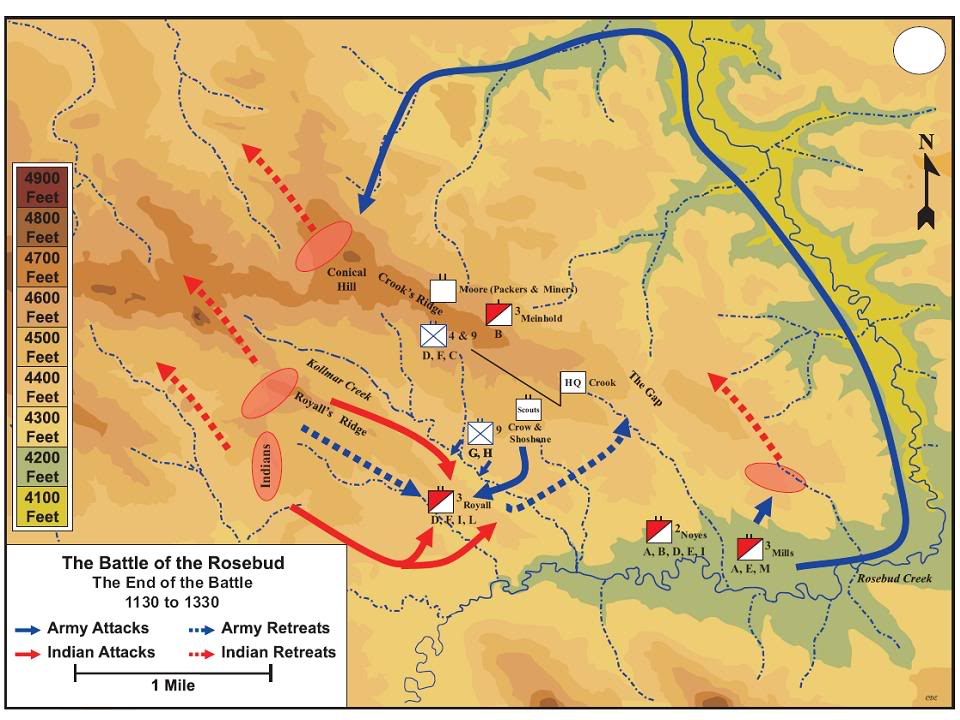
De positie van de tegengestelde strijdkrachten aan het einde van de slag toen de indianen zich terugtrokken

Crook geloofde ten onrechte dat de ongewone standvastigheid van de Lakota en Cheyenne gebaseerd was op de verdediging van hun families in een nabijgelegen dorp. Hij beval kapiteins Mills en Noyes om hun cavalerie terug te trekken van de hoge grond op Crook's Hill en oostwaarts te trekken om de Rosebud (Rozenknop) noordwaarts te volgen om het vermoedelijke dorp te vinden. Hij riep Van Vliet's bataljon terug van de zuidkant van de Rosebud om hem te versterken op Crook's Hill. Terwijl Mills en Noyes zich een weg omhoog baanden langs de Rosebud, op zoek naar een dorp dat niet bestond, was de situatie van luitenant-kolonel William Royall, Crooks tweede in bevel, verslechterd.

### Acties van Royall

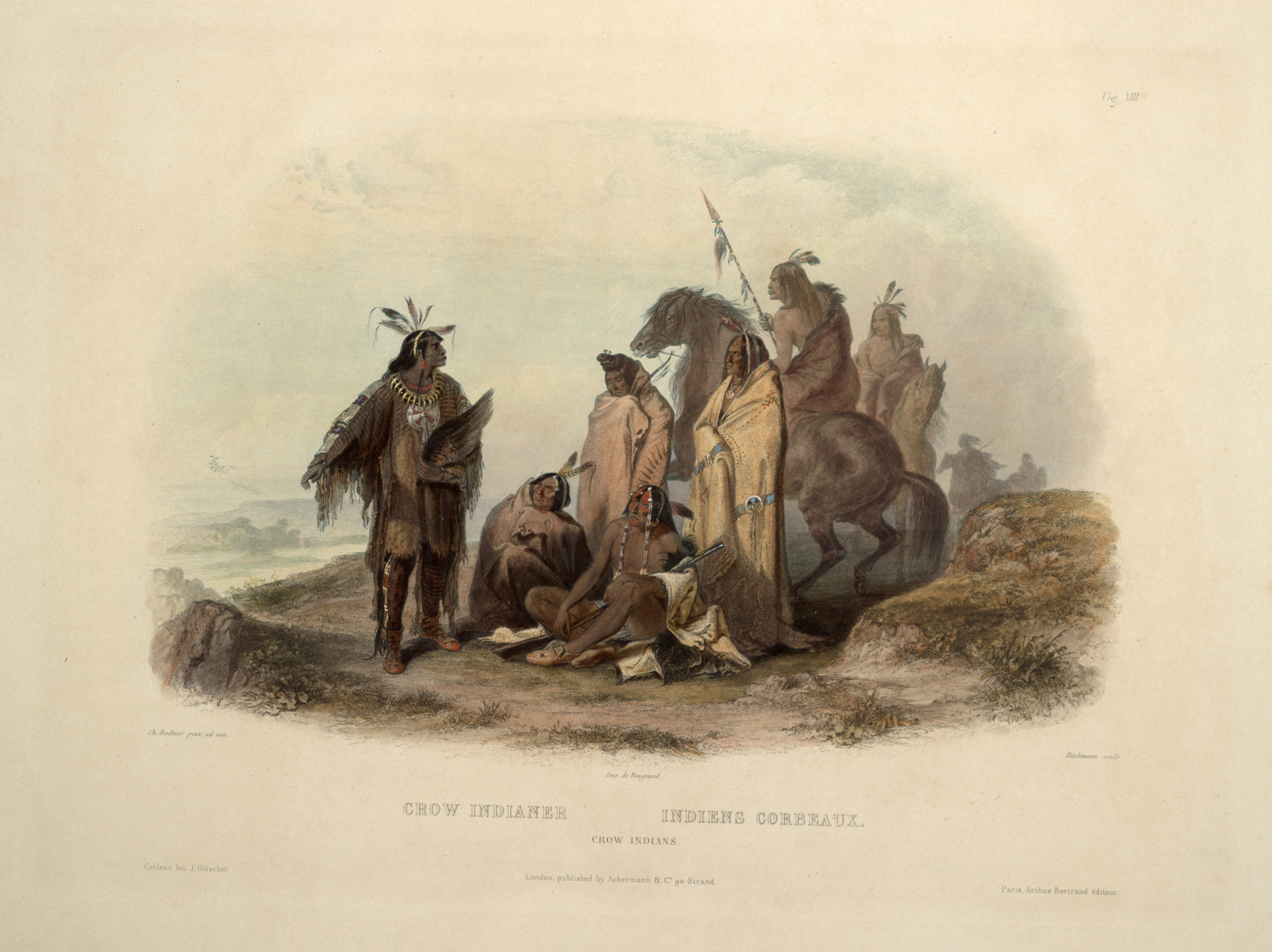
Crow

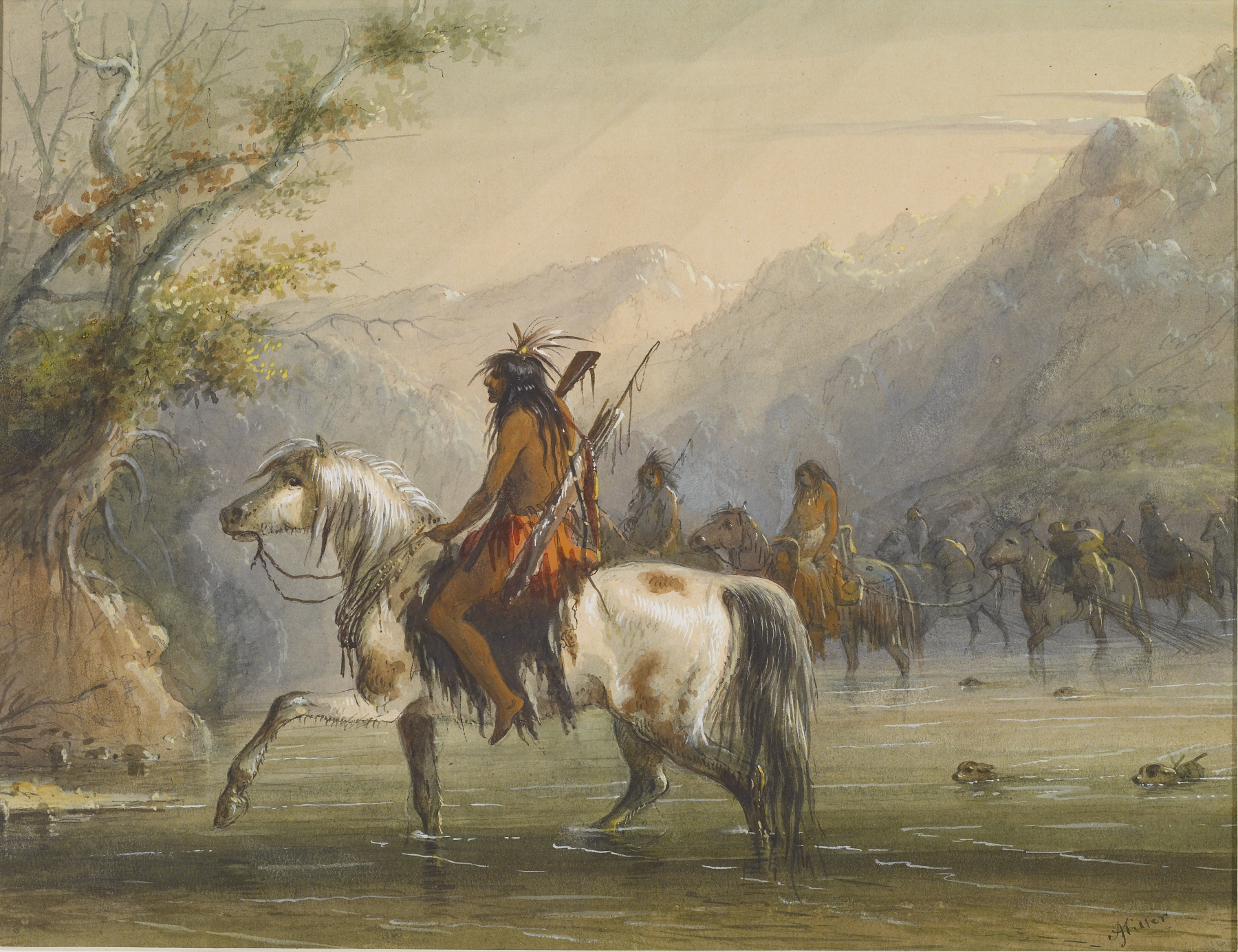
Shoshoni

Royall achtervolgde de Indianen die Crooks kamp aanvielen met zes compagnieën cavalerie. Royall rukte snel op langs de bergkamlijn naar het noordwesten tot een punt op ongeveer een mijl afstand van Crook en gescheiden door de vallei van Kolmarr Creek. De Lakota en Cheyenne verplaatsten hun voornaamste inspanning weg van Crook en concentreerden hun aanvallen op Royall, en hij dreigde van Crook afgesneden te worden. Crook zag dit gevaar en stuurde orders naar Royall om zich terug te trekken naar Crook's Hill. Royall stuurde slechts één compagnie om zich bij Crook te voegen en beweerde later dat zijn troepen te hevig in gevecht waren geweest om zich terug te trekken.
Royalls situatie verslechterde en hij probeerde zijn hele commando terug te trekken over Kollmar Creek, maar het vuur van de Indianen was te hevig. Vervolgens begon hij zich terug te trekken in zuidoostelijke richting langs de bergkamlijn. Een grote groep Sioux en Cheyenne brak het gevecht met Crooks hoofdmacht af en viel moedig aan in de vallei van Kollmar Creek en rukte helemaal op naar de Rosebud. Toen kapitein Guy Henry gewond raakte, raakten zijn soldaten in paniek, maar de Crow en Shoshoni arriveerden en dreven de Lakota en Cheyenne terug. Crook stuurde ook twee compagnieën infanterie naar een nabijgelegen heuvel om Royall te helpen met langeafstandsgeweervuur, dat de Lakota en Cheyenne op afstand hield. De Lakota en Cheyenne deden geen serieuze pogingen om de infanterie aan te vallen, omdat ze het grotere bereik van hun geweren respecteerden in vergelijking met de karabijnen die de cavalerie droeg.
De Crow, Shoshoni en de twee infanteriecompagnieën hebben waarschijnlijk het commando van Royall gered van de ondergang.
Om ongeveer 11.30 uur trok Royall zich verder terug naar het zuidoosten en nam een nieuwe defensieve positie in. Hij werd van drie kanten aangevallen. Vanuit zijn hoofdkwartier realiseerde Crook zich dat Royall hulp nodig had die alleen Mills' strijdmacht, die twee of drie mijl verderop Rosebud Creek aan het afdalen was, kon bieden. Crook stuurde orders naar Mills om hem naar het westen te sturen en de achterhoede van de indianen aan te vallen die Royall onder druk zetten.
Om ongeveer 12u30 begon Royall aan een nieuwe terugtrekking in het Kollmar ravijn. Zijn cavalerie herbergde en bereidde zich voor om door geweervuur te rijden om de relatieve veiligheid van Crooks hoofdpositie te bereiken. Terwijl de Amerikaanse cavalerie aan hun sprint begon, voerden de verkenners van de Crow en Shoshoni een tegenaanval uit op de achtervolgende Lakota en Cheyenne en namen veel van de druk op Royalls mannen weg. De twee compagnieën infanterie boden dekking vanaf de noordoostkant van het ravijn. Royalls commando leed de meeste Amerikaanse slachtoffers tijdens de strijd.
Mills arriveerde te laat op de Lakota en Cheyenne flank om Royalls terugtrekking te ondersteunen, maar zijn onverwachte verschijning zorgde ervoor dat de Lakota en Cheyenne het contact verbraken en zich terugtrokken van het slagveld. De cavalerie achtervolgde de indianen, maar gaf de achtervolging al snel op. De slag om de Rozenknop was rond 14.30 uur voorbij.

## Slachtoffers en nasleep
Schattingen van slachtoffers bij zowel de soldaten als de indianen lopen sterk uiteen. Crook zei dat hij tien doden en 21 gewonden had. Zijn adjudant John Gregory Bourke voegde eraan toe dat vier van de wonden dodelijk waren en gaf als totaal aantal slachtoffers 57. Frank Grouard zei dat 28 soldaten gedood waren en 56 gewond. Schattingen van het aantal gesneuvelde Crow variëren van één tot vijf en Shoshoni van één tot acht. De Lakota en Cheyenne slachtoffers zijn eveneens onzeker met schattingen van het aantal gesneuvelden variërend van 10 tot 100. De Crow namen naar verluidt dertien scalpen (hoewel scalpen misschien in stukken gesneden en onder krijgers verdeeld werden). Crazy Horse zei later dat de Lakota en Cheyenne 36 doden en 63 gewonden hadden. Hoe hij aan zo'n precies getal kwam is niet bekend, omdat het onwaarschijnlijk lijkt dat de indianen een statistisch overzicht bijhielden van de slachtoffers onder de ongeveer acht Sioux en Lakota groepen plus de Cheyenne en een paar Arapaho die aan de strijd deelnamen.
Crook claimde de overwinning door het slagveld aan het eind van de dag te bezetten, maar zijn acties logenstraffen zijn claim. Bezorgd om zijn gewonden en met een tekort aan voorraden, keerde Crook terug naar zijn kamp aan Goose Creek, in de buurt van Sheridan en bleef daar zeven weken immobiel in afwachting van versterkingen. Hij zou acht dagen later geen rol spelen in de Slag bij de Little Bighorn. Crooks Crow en Shoshoni bondgenoten verlieten het leger kort na de slag om naar huis te gaan. De Lakota en Cheyenne keerden na Crooks vertrek terug naar het slagveld en stapelden rotsen op de locaties van belangrijke gebeurtenissen in de slag. Sommige van de rotspalen die ze bouwden zijn er nog steeds.

#### U.S. munitie-uitgaven
Een onmiddellijke vraag van het Amerikaanse leger die volgde op de slag bij de Rozenknop was hoe tussen de 10.000 en 25.000 kogels van kaliber 45-70 geweer- en karabijnmunitie verbruikt konden zijn tijdens een gevecht van een halve dag met slechts een tiental vijandelijke slachtoffers, vooral gezien het gebruik van enkelschotsgeweren en karabijnen.
Deze vragen resulteerden in onderzoeken naar het afzuigsysteem van het wapen, de samenstelling van de koperen hulzen, het schoonmaken van het wapen en de juiste individuele training en militaire tactieken. In Amerikaanse militaire publicaties zoals het Journal of the Military Service Institution en de United Service probeerden legerofficieren deze vragen en problemen aan te pakken.
Een mogelijke verklaring voor de hoge munitie-uitgaven en het lage aantal vijandelijke slachtoffers kwam er toen scout Bat Pourier aan generaal Crook rapporteerde dat “hij had gezien hoe mannen grote aantallen patronen op de grond achterlieten.  Infanteristen op de aanvankelijke schermutselingslinie gingen liggen of knielen en vuurden en trokken daarbij handvol patronen uit hun gordels en legden die naast zich op de grond, handig voor gebruik.“ Wanneer de mannen naar een andere positie verhuisden, naar voren of anderszins, lieten ze soms een stapel munitie liggen waar ze die hadden neergelegd.

## Historische site
De plaats van de slag is bewaard gebleven in het Rosebud Battlefield State Park in Big Horn County, Montana. De site werd in 1972 opgenomen in het National Register of Historic Places en werd in 2008 aangewezen als National Historic Landmark.

## Galerij

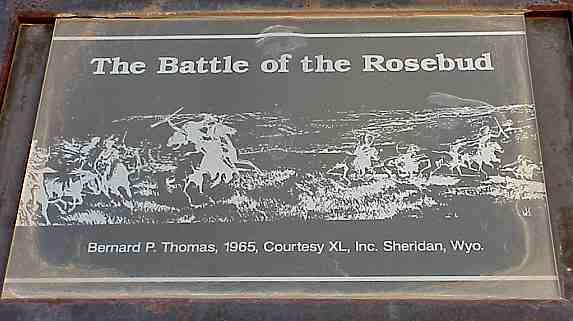
Slag bij de Rozenknop (paneel op de historische site)
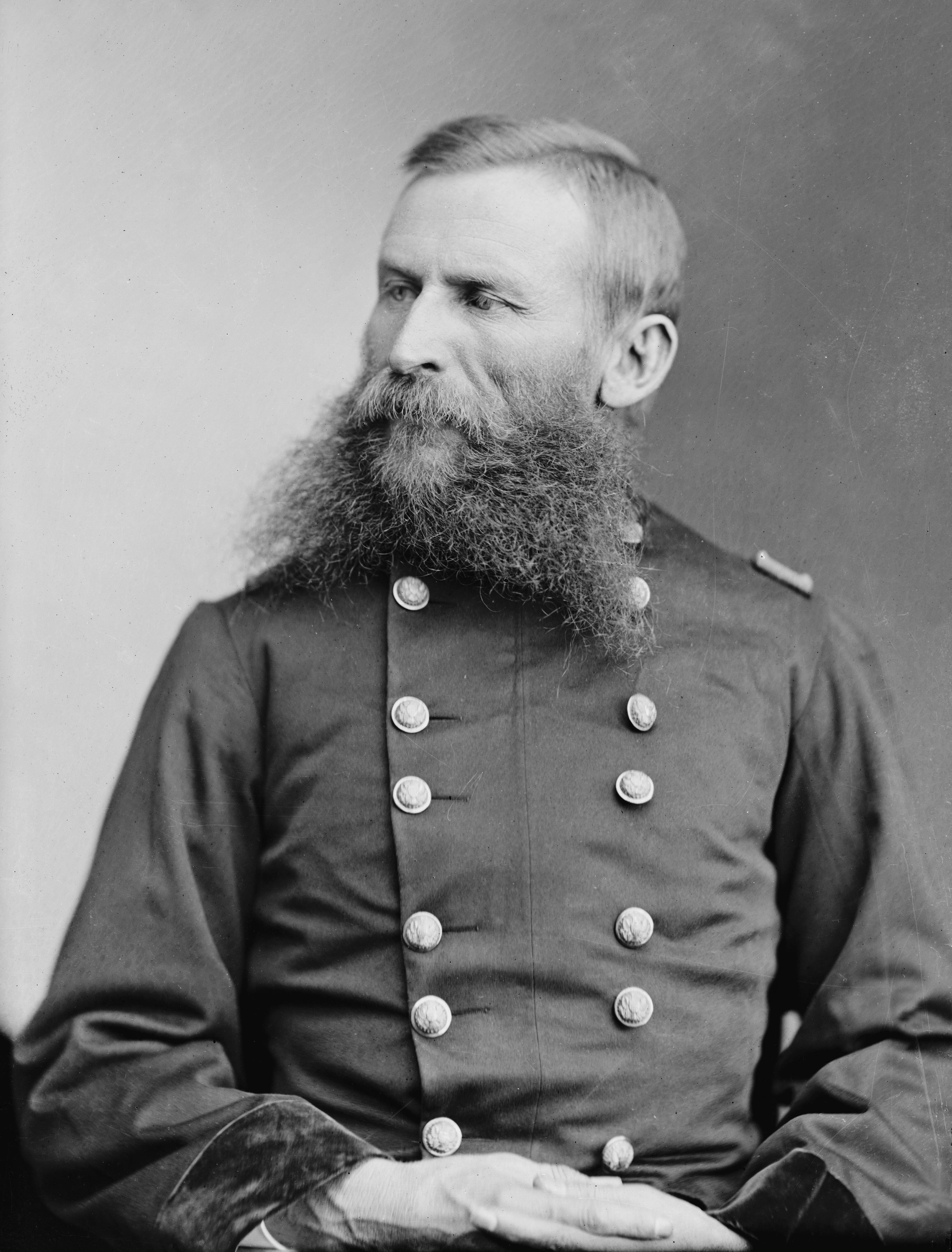
George Crook
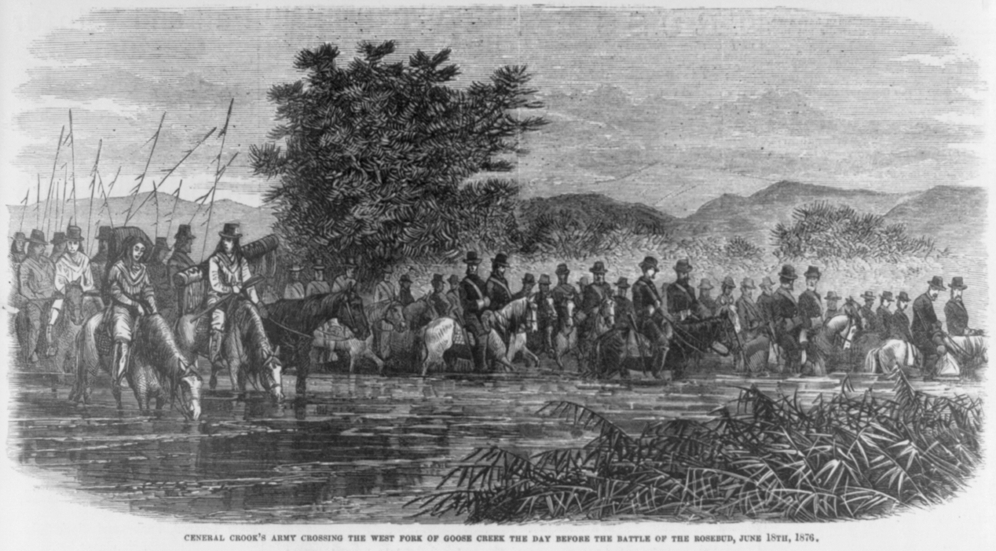
Crooks troepen de dag voor de slag tijdens de oversteek van de Goose Creek
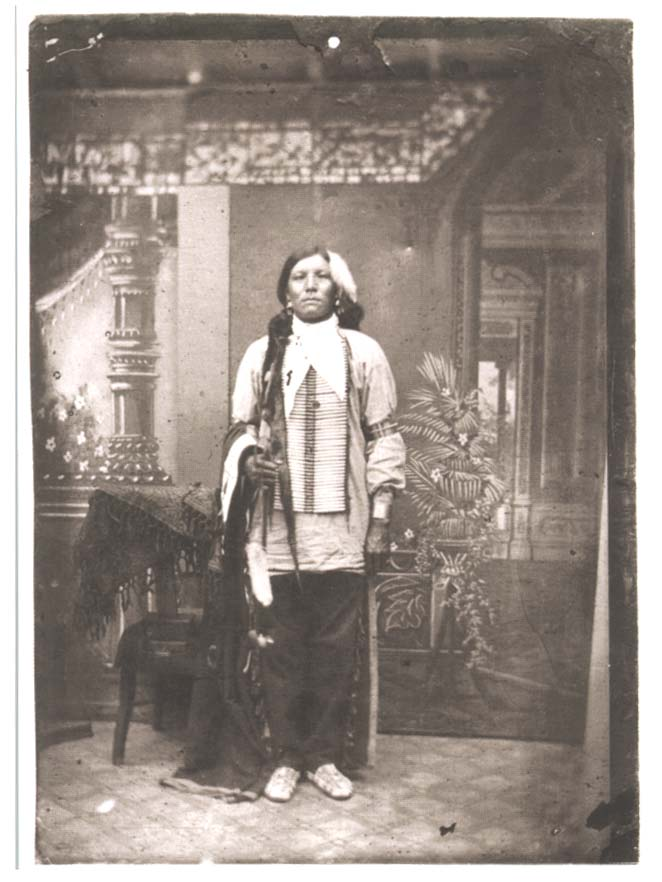
Crazy Horse kort voor zijn dood. De authenticiteit van de foto wordt betwijfeld
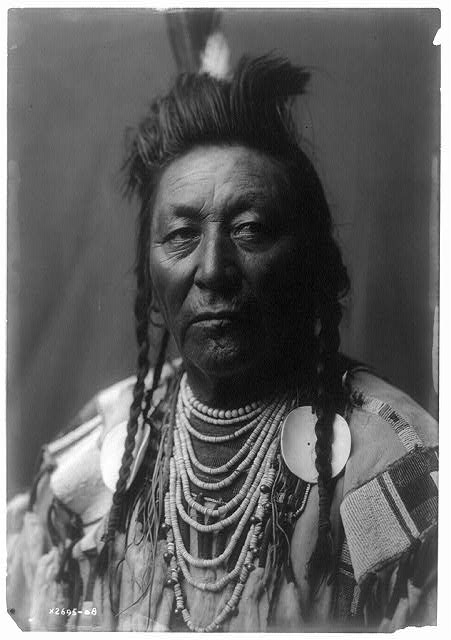
Plenty Coups
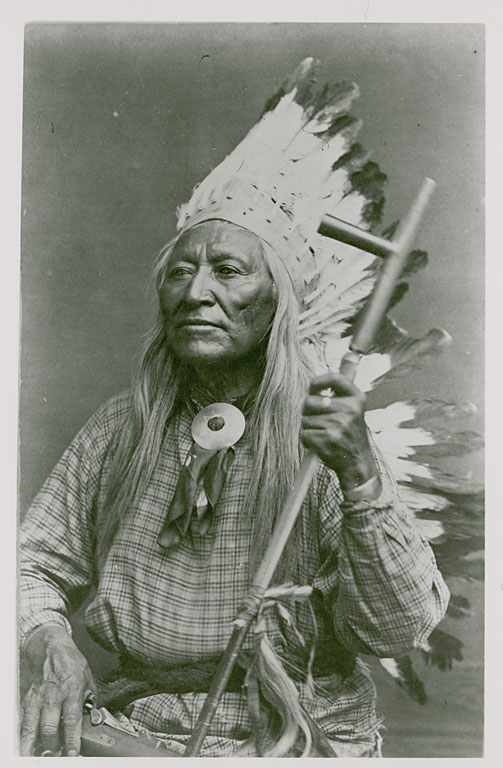
Washakie